# Paladí

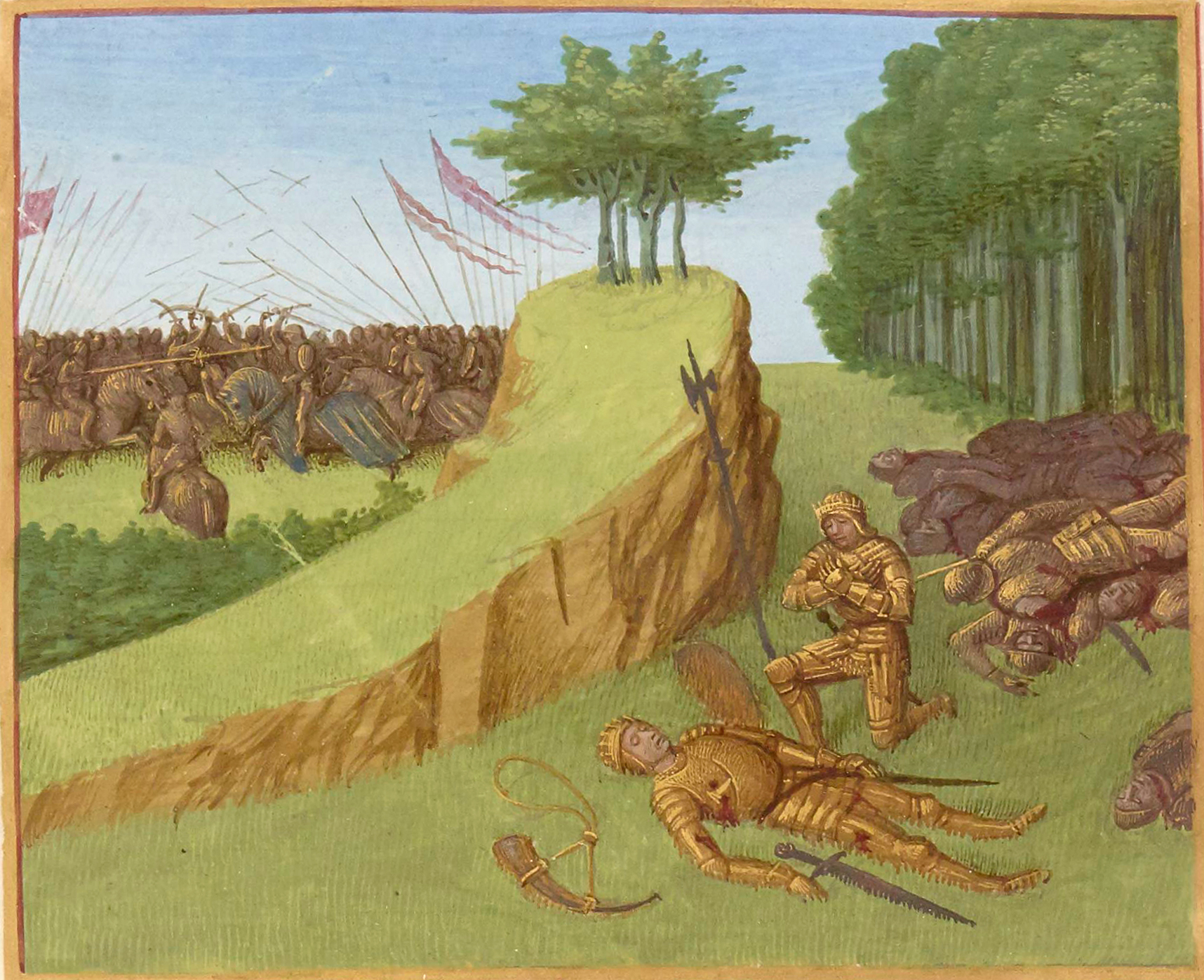
Mort de Rotllan (manuscrit il·lustrat)

Els paladins eren els dotze millors cavallers de Carlemany, també anomenats els dotze pars, i representen l'ideal de l'honor guerrer medieval. Han protagonitzat diverses gestes de l'anomenada Matèria de França tot i que l'ús del terme es va ampliar per incloure altres guerres llegendaris. El nombre de paladins canvia segons la versió oral conservada, però els més freqüents són Rotllà, Olivier, Jean Turpin, Ogier, Huon de Bordeus, Fierabràs, Renaud i Ganeló. Al Renaixement es va popularitzar la figura d'Orlando. L'origen del nom és una derivació de palatinus (de palau o de la Capella Palatina), que designava un càrrec de la cort carolíngia heretat, sembla ser, dels nádor d'Hongria, els segons en importància després de la família del rei. Probablement el nombre de dotze fos un afegit posterior, per semblança amb els apòstols.